# Das Mörderschiff
Das Mörderschiff (Originaltitel: When Eight Bells Toll) ist ein britisches Filmdrama von Regisseur Étienne Périer aus dem Jahr 1971. Die Hauptrollen spielen Anthony Hopkins, Robert Morley, Nathalie Delon und Jack Hawkins. Der Film wurde von der Winkast Film Productions nach einem Roman von Alistair MacLean produziert.

## Handlung
Philip Calvert und Roy Hunslett, zwei Geheimagenten der britischen Marine, erhalten von Sir Arthur Jones den Auftrag, das mysteriöse Verschwinden einiger Schiffe mitsamt ihrer Goldladung aufzuklären. Sie entdecken eines der vermissten Schiffe unter neuer Flagge und mit neuem Namen. Bei einem heimlichen Besuch wird Calvert jedoch unsanft von Bord gebeten. Sein Kollege recherchiert derweil an Land. Auch entlang der schottischen Küste sind Fischerboote und ihre Besatzung verschwunden. Als Calvert eine Einladung auf die Jacht des zwielichtigen Millionärs Skouras annimmt, lernt er dessen Frau Charlotte kennen. Calvert lässt sich zwar von ihren Reizen überzeugen, nicht aber von ihrer Glaubwürdigkeit. Als Hunslett tot aufgefunden wird, setzt Calvert alles auf eine Karte.

## Kritiken
„Zwei Geheimagenten der britischen Marine beseitigen eine Gangsterbande, die Goldtransporte und Jachten kaperte. Teilweise gut fotografierter, aber schießwütiger Abenteuerfilm.“

## Produktionsnotizen
Der Ton stammt von Ken Barker, die Kostüme lieferte Sue Yelland, die Bauten schuf Jack Maxsted. Roy Dorman zeichnete für die Ausstattung verantwortlich. Drehorte des Films waren unter anderem Tobermory, Mull sowie Argyll and Bute in Schottland. Die deutsche Erstaufführung erfolgte am 24. März 1972.